# 4667 Роббіш
4667 Роббіш (4667 Robbiesh) — астероїд головного поясу. Відкритий Робертом Макнотом 4 листопада 1986 року. Названий на честь його пасинка Ганса-Кристіана Роберта Вейд Шмідта-Гармс (Роббі).
Тіссеранів параметр щодо Юпітера — 3,351.